# Правителство на Бойко Борисов 3
Третото правителство на Бойко Борисов (наричано също правителство на Бойко Борисов III или кабинет „Борисов III“) е деветдесет и шестото правителство на Република България, избрано от XLIV народно събрание на 4 май 2017 г. На 16 април 2021 г. XLV НС гласува оставката му със 156 гласа „за“, 75 „против“ и 9 „въздържал се“. На 12 май 2021 г. е заменено от служебното правителство с министър-председател Стефан Янев.

## Съставяне
Кабинетът, оглавен от Бойко Борисов, е образуван от политически дейци на ГЕРБ и Обединени патриоти. Разпределението на министрите е в съотношение 17:3.

### Кабинет
Сформира се от следните 20 министри и 1 председател:
| министерство                                    | име | име                  | партия         |
| ----------------------------------------------- | --- | -------------------- | -------------- |
| министър-председател                            |     | Бойко Борисов        | ГЕРБ           |
| заместник министър-председател                  |     | Томислав Дончев      | ГЕРБ           |
| заместник министър-председател,1                |     | Валери Симеонов      | НФСБ           |
| заместник министър-председател,2 отбрана        |     | Красимир Каракачанов | ВМРО-БНД       |
| заместник министър-председател,3 външни работи  |     | Екатерина Захариева  | ГЕРБ           |
| финанси                                         |     | Владислав Горанов    | ГЕРБ           |
| вътрешни работи                                 |     | Валентин Радев       | ГЕРБ           |
| регионално развитие и благоустройство           |     | Николай Нанков       | ГЕРБ           |
| труд и социална политика                        |     | Бисер Петков         | ГЕРБ           |
| правосъдие                                      |     | Цецка Цачева         | ГЕРБ           |
| образование и наука                             |     | Красимир Вълчев      | ГЕРБ           |
| здравеопазване                                  |     | Николай Петров       | ГЕРБ           |
| култура                                         |     | Боил Банов           | ГЕРБ           |
| околна среда и води                             |     | Нено Димов           | ВМРО-БНД       |
| земеделие, храни и гори5                        |     | Румен Порожанов      | ГЕРБ           |
| транспорт, информационни технологии и съобщения |     | Ивайло Московски     | ГЕРБ           |
| икономика                                       |     | Емил Караниколов     | Атака (партия) |
| туризъм                                         |     | Николина Ангелкова   | ГЕРБ           |
| енергетика                                      |     | Теменужка Петкова    | ГЕРБ           |
| младеж и спорт                                  |     | Красен Кралев        | ГЕРБ           |

- 1: – отговарящ за икономическата и демографската политика.
- 2: – отговарящ за обществения ред и сигурността.
- 3: – отговарящ за правосъдната реформа.
- 4: – създават се на основание чл. 84, т. 7 и чл. 108 от Конституцията на Република България следните учреждения:
  - Министерство за българското председателство на Съвета на Европейския съюз 2018
- 5: – преобразуват се на основание чл. 84, т. 7 и чл. 108 от Конституцията на Република България следните учреждения:
  - Министерството на земеделието и храните – в Министерство на земеделието, храните и горите.

### Промени в кабинета

#### От 10 ноември 2017
На 30 октомври 2017 г. министърът на здравеопазването Николай Петров подава оставка, след телевизионно разследване, че като директор на Военномедицинска академия е давал обществени поръчки в конфликт на интереси. Оставката му е приета от министър-председателя Бойко Борисов. На 10 ноември 2017 г. за министър на здравеопазването е избран Кирил Ананиев.
| министерство   | име | име           | партия |
| -------------- | --- | ------------- | ------ |
| здравеопазване |     | Кирил Ананиев | ГЕРБ   |

#### От 20 септември 2018
На 25 август 2018 г. автобус катастрофира на пътя Своге-София при разклона за село Лесковдол. До 8 октомври 2018 г. жертвите на катастрофата са 20, включително починалите в болницата. Основната причина се оказва значително превишената скорост на автобуса в завой и мократа настилка в резултат на лощото време и преваляващия дъжд. Впоследствие под опозиционен натиск за катастрофата са изтъкнати като причина и некачественото положеното асфалтово покритие. В резултат на това без да е доказано, на 31 август трима министри – на регионалното развитие и благоустройството Николай Нанков, на транспорта Ивайло Московски, на вътрешните работи Валентин Радев подават оставка. На 20 септември 2018 г. оставките им са приети.
| министерство                                    | име | име            | партия |
| ----------------------------------------------- | --- | -------------- | ------ |
| регионално развитие и благоустройство           |     | Петя Аврамова  | ГЕРБ   |
| вътрешни работи                                 |     | Младен Маринов | ГЕРБ   |
| транспорт, информационни технологии и съобщения |     | Росен Желязков | ГЕРБ   |

#### От 21 ноември 2018
След продължителни протести на майки на деца с увреждания, настояващи вицепремиерът Симеонов да напусне поста си, след като е използвал (спрямо тях и децата им) думите „кресливи жени“ и „уж болни деца“, лидерът на НФСБ подава оставката си като заместник министър-председател на 16 ноември 2018 г. Оставката е приета от премиера Борисов. На брифинг в Министерския съвет Симеонов заявява, че решението за оставката е лично и става въпрос за медийна кампания, която удря върху авторитета на правителството. На 21 ноември 2018 г. със 116 гласа „за“ (ГЕРБ, Обединени патриоти, „Воля“ и двама независими), „против“ – 62, без нито един „въздържал се“ мнозинството в парламента освобождава Валери Симеонов и одобрява Марияна Николова за вицепремиер, отговарящ за икономическата и демографската политика. Дотогава Николова е началник на политическия кабинет на вицепремиера Симеонов.
| министерство                   | име | име              | партия |
| ------------------------------ | --- | ---------------- | ------ |
| заместник министър-председател |     | Марияна Николова | НФСБ   |

#### От 20 декември 2018
С решение на Народното събрание се закрива министерството на европредседателството (във връзка с приключване на ротационното трио Естония, България, Австрия) и се възлага на МС в двумесечен срок да уреди всички правоотношения във връзка със закриването на учреждението. 193 депутати гласуват „за“, 0 – против, 2 се въздържат. С друго решение на парламента (което влиза в сила на 1 януари 2019 г.) Лиляна Павлова е освободена като министър на европейското председателство. 190 депутати гласуват „за“, 0 – против, 1 се въздържа.

#### От 5 април 2019
Министърът на правосъдието Цецка Цачева подава оставка поради скандала със закупен апартамент под пазарната му цена от фирма „Артекс“.

На 5 април 2019 г. народните представители гласуват освобождаването на Цецка Цачева от поста министър на правосъдието, след подадената от нея оставка заради т.нар. скандал „Апартамент гейт“. Номинираният от премиера Борисов Данаил Кирилов (дотогавашен председател на правната комисия към парламента) е избран за министър със 120 гласа „за“ и 15 „против“ и полага клетва.
| министерство | име | име            | партия |
| ------------ | --- | -------------- | ------ |
| правосъдие   |     | Данаил Кирилов | ГЕРБ   |

#### От 15 май 2019
На 15 май 2019 г. народните представители гласуват освобождаването на Румен Порожанов от поста министър на земеделието, храните и горите, след подадената от него оставка заради започналото разследване за злоупотреби с европейски средства в Държавен фонд „Земеделие“, когато институцията е била ръководена от Порожанов. Номинираната от премиера Борисов Десислава Танева (дотогавашен председател на комисията по земеделието и храните към парламента и бивш министър на земеделието и храните във второто правителство на Бойко Борисов) е избрана за министър със 121 гласа „за“ и 5 „против“ и полага клетва.
| министерство            | име | име              | партия |
| ----------------------- | --- | ---------------- | ------ |
| земеделие, храни и гори |     | Десислава Танева | ГЕРБ   |

#### От 3 декември 2019
На 3 декември 2019 г. народните представители гласуват освобождаването на Бисер Петков от поста министър на труда и социалната политика, след подадената от него (и поискана от премиера) оставка във връзка с „натрупани във времето основания“. Номинираната от Бойко Борисов Деница Сачева (дотогавашен заместник-министър на образованието и науката и бивш заместник-министър на труда и социалната политика във второто правителство на Борисов) е избрана за министър със 114 гласа „за“, 106 „против“ и 5 „въздържал се“ и полага клетва.
| министерство             | име | име           | партия |
| ------------------------ | --- | ------------- | ------ |
| труд и социална политика |     | Деница Сачева | ГЕРБ   |

#### От 15 януари 2020
На 15 януари 2020 г. народните представители гласуват освобождаването на Нено Димов от поста министър на околната среда и водите, след подадената от него (и приета от премиера) оставка във връзка с водната криза в Перник. Номинираният от коалиционния съвет на ГЕРБ и Обединените патриоти Емил Димитров – Ревизоро (дотогавашен народен представител от Обединени патриоти и бивш директор на Агенция „Митници“ в правителството на Сакскобургготски) е избран за министър със 111 гласа „за“ и 96 „против“ и полага клетва.
| министерство        | име | име           | партия             |
| ------------------- | --- | ------------- | ------------------ |
| околна среда и води |     | Емил Димитров | Обединени патриоти |

#### От 24 юли 2020
На 24 юли 2020 г. народните представители гласуват освобождаването на: Емил Караниколов от поста министър на икономиката (след подадена и приета оставка), Николина Ангелкова от поста министър на туризма (след подадена и приета оставка), Владислав Горанов от поста министър на финансите (след подадена и приета оставка), Младен Маринов от поста министър на вътрешните работи (след подадена и приета оставка), Кирил Ананиев от поста министър на здравеопазването (след подадена и приета оставка), както и назначаването на вицепремиера Марияна Николова за министър на туризма. За министри със 116 гласа „за“ и 89 „против“ са избрани и полагат клетва: Лъчезар Борисов (за министър на икономиката), Марияна Николова (за министър на туризма), Кирил Ананиев (за министър на финансите), Христо Терзийски (за министър на вътрешните работи), Костадин Ангелов (за министър на здравеопазването). Дотогава Л. Борисов е заместник-министър на икономиката, Терзийски – директор на „Национална полиция“, Ангелов – директор на Александровска болница.
| министерство                            | име | име              | партия |
| --------------------------------------- | --- | ---------------- | ------ |
| заместник министър-председател, туризъм |     | Марияна Николова | НФСБ   |
| икономика                               |     | Лъчезар Борисов  | ГЕРБ   |
| финанси                                 |     | Кирил Ананиев    | ГЕРБ   |
| вътрешни работи                         |     | Христо Терзийски | ГЕРБ   |
| здравеопазване                          |     | Костадин Ангелов | ГЕРБ   |

#### От 3 септември 2020
На 3 септември 2020 г. народните представители гласуват освобождаването на Данаил Кирилов от поста министър на правосъдието (след подадена и приета оставка). Номинираната от ГЕРБ Десислава Ахладова (дотогавашен заместник-министър на правосъдието) е избрана за министър с 98 гласа „за“, 45 „против“ и 1 „въздържал се“ и полага клетва.
| министерство | име | име                | партия |
| ------------ | --- | ------------------ | ------ |
| правосъдие   |     | Десислава Ахладова | ГЕРБ   |